# Министерство социальной защиты Ирландии
Министерство социальной защиты Ирландии при осуществлении своего мандата министерство приводит в действие целый ряд функций, в том числе:
- разрабатывает соответствующую политику социальной защиты и администрирует и управляет реализацией уставных и неуставных схем и услуг. Оно отвечает за спектр социального страхования и социальной помощи, включая обеспечение на случай безработицы, болезни, материнства, заботы, вдовства, наступления пенсионного и пожилого возраста. Выплаты производятся для почти 950 тысяч людей каждую неделю; более чем 1,5 млн человек получили непосредственную выгоду от этих платежей.

Платежи, как правило, разделены на три группы:
- Социальное страхование
- Социальная помощь — платежи, которые производятся на основе соответствия пороговым критериям по результатам проверки нуждаемости.
- Универсальные платежи (например, пособие на ребенка или бесплатный проезд)

## История
- Министерство социального обеспечения (1947—1997)
- Министерство по делам социума, общин и делам семьи (1997—2002)
- Министерство социальных дел и семьи (2002—2010)
- Министерство социальной защиты (2010-настоящее время)